# Mistrzostwa Świata w Piłce Nożnej 2022 (baraże interkontynentalne)
W barażach interkontynentalnych do Mistrzostw Świata wezmą udział cztery zespoły z czterech kontynentów (Ameryka Północna, Ameryka Południowa, Azja, Oceania).

## Format
Pary zostały wylosowane podczas losowania eliminacji. Są to AFC – CONMEBOL oraz CONCACAF – OFC.
- Azja ma w Mistrzostwach Świata 4 miejsca, a Ameryka Południowa ma zapewnione 4 miejsca (AFC – 5. miejsce; CONMEBOL – 5. miejsce w Rundzie Finałowej)
- Ameryka Północna ma 3 miejsca, a Oceania nie ma zapewnionego żadnego miejsca. O dodatkowe miejsce powalczą zespoły, które zajęły w eliminacjach odpowiednie miejsca (CONCACAF – 4. miejsce; OFC – zwycięzca 2. rundy eliminacji)

## Drużyny
| Konfederacja                  | Miejsce w eliminacjach           | Drużyna       |
| ----------------------------- | -------------------------------- | ------------- |
| Ameryka Południowa (CONMEBOL) | 5. miejsce w eliminacjach        | Peru          |
| Ameryka Północna (CONCACAF)   | 4. miejsce w Rundzie Finałowej   | Kostaryka     |
| Azja (AFC)                    | zwycięzca barażu kontynentalnego | Australia     |
| Oceania (OFC)                 | zwycięzca 2. rundy eliminacji    | Nowa Zelandia |

| Drużyna 1 | Wynik        | Drużyna 2     |
| --------- | ------------ | ------------- |
| Australia | 0:0 (k. 5:4) | Peru          |
| Kostaryka | 1:0          | Nowa Zelandia |

## Wyniki
| 13 czerwca 2022 20:00 CEST                          | Australia | 0:0 (dogr.) k. 5:4(0:0, 0:0, 0:0)Raport                  | Peru | Ahmed bin Ali Stadium, Ar-Rajjan (Katar) Sędzia: Slavko Vinčić |
|                                                     |           |                                                          |      |                                                                |
|                                                     |           | Rzuty karne                                              |      |                                                                |
| Boyle · Mooy · Goodwin · Hrustić · Maclaren · Mabil |           | Lapadula · Callens · Advíncula · Tapia · Flores · Valera |      |                                                                |

| 14 czerwca 2022 20:00 CEST | Kostaryka · Campbell 3' | 1:0(1:0)Raport | Nowa Zelandia | Ahmed bin Ali Stadium, Ar-Rajjan (Katar) Sędzia: Mohammed Abdulla Hassan Mohamed |
|                            |                         |                |               |                                                                                  |

## Strzelcy
1 gol
- Joel Campbell